# پیکوثانیه
پیکوثانیه (به انگلیسی: Picosecond) برابر با ۱۲-۱۰ یک ثانیه است. یعنی یک تریلیونم ثانیه یا یک میلیون میلیونم ثانیه یا ۰٫۰۰۰٬۰۰۰٬۰۰۰٬۰۰۱ ثانیه. نسبت یک پیکوثانیه به یک ثانیه مانند نسبت یک ثانیه‌ است به ۳۱٬۷۰۰ سال.
پیکوثانیه ترکیبی از پیشوند اس‌آی پیکو و واحد ثانیه است که به‌صورت ps نمایش داده می‌شود.
یک پیکوثانیه برابر است با ۱۰۰۰ فمتوثانیه یا ۱/۱۰۰۰ نانوثانیه. به این دلیل که واحد اس‌آی بعدی ۱۰۰۰ برابر بزرگتر است، مقادیر ۱۱-۱۰ و ۱۰-۱۰ معمولاً به‌صورت ده و صد پیکوثانیه بیان می‌شوند.

## اندازه‌ها برحسب پیکوثانیه
- ۱٫۰ پیکوثانیه - زمان تناوب موج مغناطیسی با فرکانس ۱ تِراهرتز (۱‎×۱۰۱۲ هرتز)
- ۱٫۰ پیکوثانیه - زمانی که طول می‌کشد تا نور مسافتِ تقریباً ۰٫۳۰ میلی‌متر را در خلأ طی کند.
- ۱٫۰ پیکوثانیه - نیمه‌عمر یک کوارک پایین
- ۱٫۰ پیکوثانیه (تقریباً) - طول عمر یک یون +H
۳O (هیدرونیوم) در آب °۲۰ سانتی‌گراد
- ۱٫۲ پیکوثانیه - سرعت سوئیچ‌کردن سریع‌ترین ترانزیستور جهان (۸۴۵ گیگاهرتز در سال ۲۰۰۶)
- ۱٫۷ پیکوثانیه - زمان ارتباط چرخشی آب
- ۳٫۳ پیکوثانیه (تقریباً) - زمانی که طول می‌کشد تا نور مسافت ۱ میلی‌متر را طی کند.
- ۱۰ پیکوثانیه بعد از مه‌بانگ - نیروهای الکترومغناطیس از دیگر نیروهای بنیادی جدا شدند.
- ۱۰ تا ۱۵۰ پیکوثانیه - زمان ارتباط چرخشیِ یک مولکول (۱۸۴ گرم بر مول) آب داغ تا نقطهٔ انجماد
- ۱۰۸٫۷۸۲۷۷۵۷ پیکوثانیه - زمان گذار بین دو سطح فوق‌ظریف اتم سزیمـ۱۳۳ در حالت پایه در صفر مطلق
- ۳۳۰ پیکوثانیه (تقریباً) - زمانی که طول می‌کشد تا یک پردازش‌گر معمولیِ ۳گیگاهرتزیِ کامپیوتر دو عدد صحیح را جمع کند.